# Garrett TPF351
Le Garrett TPF351 était un turbopropulseur américain, conçu par le constructeur Garrett AiResearch (ensuite devenu AlliedSignal).

## Développement
Dérivé du turbofan Garrett F109, sa conception débuta en janvier 1988, et le premier essai au sol eut lieu le 19 mai 1989. La version TPF351-20 fut sélectionnée par le constructeur brésilien Embraer pour équiper un avion de transport courtes-distances à grande vitesse, le CBA 123 Vector, et de nombreux essais furent effectués sur l'appareil en 1990. Les deux programmes furent cependant annulés en 1994.

## Applications
- Embraer/FMA CBA 123 Vector : Sur cet appareil, les deux moteurs sont configurés en « pushers », c'est-à-dire avec une hélice propulsive dotée de six pales[1].